# Corgémont
Corgémont est une commune suisse du canton de Berne, située dans l'arrondissement administratif du Jura bernois.

## Géographie
Corgémont se situe dans le vallon de Saint-Imier, à 10 km à vol d'oiseau de Bienne. À Corgémont, la Suze reçoit en renfort les eaux du Bez. La commune culmine à 1 126 mètres sur la montagne du Droit et à 1 325 mètres sur la chaîne de Chasseral.

## Histoire

Vue aérienne de 1200 m par Walter Mittelholzer (1930).

La première mention écrite du village apparaît sous le nom de Curisgimund. Par la suite, on rencontre les noms de Corjamont (1178), Cortgemund (1181), Corteimont (1228) et Coriemont (1326). Le nom se réfère probablement à « la cour d'un Gismund ou d'un Giamond ».
De 1797 à 1815, Corgémont fait partie de la France, au sein du département du Mont-Terrible, puis, à partir de 1800, du département du Haut-Rhin, auquel le département du Mont-Terrible fut rattaché. Par décision du congrès de Vienne, le territoire de l'ancien évêché de Bâle fut attribué au canton de Berne, en 1815.

## Population

### Gentilé et surnoms
Les habitants de la commune se nomment les Curgismondains[source insuffisante].
Ils sont surnommés les Bacons et les Potirons.

### Démographie
| Démographie | Démographie |
| Année       | Population  |
| ----------- | ----------- |
| 1850        | 753         |
| 1900        | 1 418       |
| 1910        | 1 369       |
| 1930        | 1 238       |
| 1950        | 1 285       |
| 1960        | 1 414       |
| 1970        | 1 645       |
| 1980        | 1 470       |
| 1990        | 1 534       |
| 2000        | 1 493       |
| 2010        | 1 548       |

La population de Corgémont, 1 650 habitants au 31 décembre 2014, augmente principalement dans la seconde moitié du XIXe siècle. Après avoir atteint son maximum en 1970, celle-là décroît sensiblement les années suivantes en raison de la crise économique, laquelle provoqua le départ de plusieurs habitants. Depuis 1980, il n'y a que de petites fluctuations de la population.

### Langues
En 1860, Corgémont était germanophone. Puis cette commune a changé plusieurs fois de « région linguistique ». Depuis 1888, la commune est francophone.
Parmi les résidents 77,5 % sont francophones, 16,1% sont germanophones et 3,4% de langue italienne (mise à jour 2000).

## Liaisons
La commune est bien reliée au réseau de routes principales et secondaires. On atteint Bienne en 15 minutes environ, grâce à l'Autoroute A16 (jonction de Sonceboz Sud). Les routes secondaires permettent la liaison vers Tramelan et les Prés d'Orvin. Depuis 1874, le village est desservi par la ligne Bienne – La Chaux-de-Fonds ; la nouvelle gare CFF a été inaugurée au printemps 2006.

## Industrie
Fondée en 1834, la fabrique d’ébauches de Corgémont est la plus ancienne entreprise industrielle du Jura bernois. Aménagée au bord de la Suze pour tirer profit de l’eau comme force motrice, elle connaît des fortunes diverses. Reprise par la Fabrique d’horlogerie de Fontainemelon (FHF), elle dispose, à la fin du XIXe siècle, de deux sites de production : la Fabrique du Haut et la Fabrique du Bas.
Sur le site de cette dernière, le groupe ETA construit une nouvelle usine de décolletage en 1968. En 2001, la fabrique est démantelée et l’emplacement accueille Swiss Timing, émanation des services de chronométrage des firmes Omega et Longines, constituée en 1972 à Bienne sous le nom de Société suisse de chronométrage sportif. Swiss Timing est une unité du Swatch Group. Son siège social est transféré à Corgémont en 2003.
Fondée en 1932, l’Emaillerie de Corgémont (devenue Emalco en 1971), a cessé ses activités en 1994. Ses locaux sont occupés aujourd’hui par une annexe industrielle de Straumann Villeret SA, active dans les implants dentaires.

## Développement
Depuis quelques années, plusieurs quartiers se sont construits, ainsi qu'une nouvelle école primaire, inaugurée au mois de mai 2007. La place de la gare a été totalement réaménagée entre 2004 et 2006. La route principale a été elle aussi totalement refaite, ainsi que le réseau principal de canalisations.
L'ESBV (école secondaire du bas-vallon), qui se trouve dans la commune, accueille plus de 200 élèves venant de Péry-La Heutte, Sonceboz-Sombeval, Cortébert et Corgémont.

## Personnalités
Nés au village :
- Jean-Michel Junod, écrivain né en 1916-2010.
- Charles-Ferdinand Morel dit le Doyen Morel 1772-1848, théologien et théoricien industriel et agricole.
- Arthur Renfer, maire de Corgémont (1946-1974), sans parti.
- Werner Renfer, ingénieur agronome, journaliste et poète 1898-1936.
- Joseph Rossi (1892-1930), peintre, né au village.
- Marie-Louise Ruedin, sœur religieuse, 1880-1960

## Patrimoine bâti
La maison Morel (ch. du Docteur-Eguet 7), en bordure de la voie ferrée, construite en 1728 ou 1748, sans doute pour Jacques Morel, a été l'habitation du doyen Charles-Ferdinand Morel, homme politique, promoteur de l'économie locale et historien. C'est une maison cossue, typique de l'aristocratie terrienne. Elle se hausse sur deux niveaux et comprend sept fenêtres sous un toit à croupes faîtières. La mémoire du doyen Morel est encore présente le long de la route cantonale, où figure un buste en bronze réalisé en 1865 par Raphaël Christen.
La ferme dite "du Couvent" (Grand-Rue 38), bâtie en 1813, comprend une façade de huit fenêtres, un large pan rabattu au-dessus du pignon, des pare-vents latéraux et une belle porte baroque. Il s'agit de la maison natale du poète Werner Renfer (1898-1936), ce qu'indique une inscription commémorative.
L’église réformée (Saint-Valier) aménagée en 1766, à l'emplacement d'un édifice antérieur. Les vitraux illustrent des scènes bibliques et des métaphores de la vie et de la mort.
L'église catholique Saint-Nicolas-de-Flüe a été bâtie en 1958-1959 par Jeanne Bueche et restaurée en 2018 par l'architecte Christine Rais El Mimouni.
Au sud de la voie ferrée se situe l'ancien village, dit "Quart-Dessous", perpendiculaire à la vallée. Toutes les fermes sont orientées dans le même sens, la plupart des façades côté pignon ayant été modifiées au cours des XVIIe et XIXe siècles, après les incendies de 1868, 1881 et 1890.